# Northrop N-1M
Northrop N-1M, còn có biệt danh là "Jeep", là một loại máy bay thử nghiệm của Hoa Kỳ, được sử dụng trong quá trình phát triển khái niệm cánh bay của hãng Northrop Aircraft trong thập niên 1940.

## Tính năng kỹ chiến thuật (N-1M)
Dữ liệu lấy từ American X&Y Planes
Đặc tính tổng quát
- Kíp lái: 1
- Chiều dài: 17 ft 11 in (5,46 m)
- Sải cánh: 38 ft 8 in (11,79 m)
- Chiều cao: 4 ft 11 in (1,50 m)
- Diện tích cánh: 350 foot vuông (33 m2)
- Trọng lượng có tải: 3.900 lb (1.769 kg)
- Động cơ: 2 × Lycoming O-145 , 65 hp (48 kW)  mỗi chiếc (động cơ nguyên bản)
- Động cơ: 2 × Franklin 6AC-264F2 , 117 hp (87 kW)  mỗi chiếc (động cơ thay thế) [2]

Hiệu suất bay
- Vận tốc cực đại: 200 mph (322 km/h; 174 kn)
- Tầm bay: 300 mi (261 nmi; 483 km)
- Trần bay: 4.000 ft (1.219 m)